# Московський (Крутіхинський район)
Моско́вський (рос. Московський) — селище у складі Крутіхинського району Алтайського краю, Росія. Входить до складу Волчно-Бурлінської сільської ради.

## Населення
Населення — 39 осіб (2010; 111 у 2002).
Національний склад (станом на 2002 рік):
- росіяни — 86 %